# Euphlyctis ehrenbergii
Euphlyctis ehrenbergii o rana árabe de cinco dedos es una especie de anfibio anuro de la familia Dicroglossidae. Se encuentra en el este de Yemen y en el sudoeste de Arabia Saudita.